# なか卯
株式会社なか卯（なかう）は、丼（どんぶり）、うどんをメイン商品とする外食チェーンストア。2021年12月末現在、直営店とFC店を合わせて日本国内に461店舗を展開している。株式会社ゼンショーホールディングスの連結子会社。

## 概要
親子丼などの丼もの以外に、うどんにも力を入れているのが特徴である。
2020年10月現在の未出店または撤退で店舗が存在しない地域は、和歌山県・島根県・徳島県と、福岡県以外の九州地方・沖縄県。
九州地区は2017年の熊本市東区の長嶺店の閉店を最後に一度完全撤退したのち、2018年に福岡市早良区に小田部店を出店し再出店を果たした。かつては鹿児島県にも店舗があったが、撤退している。高知県は一度撤退したが、2008年10月に再進出。石川県も一度撤退後、長らく店舗が存在しなかったが、2009年2月11日に再進出。青森県にあった店舗はエリアフランチャイズ契約解除などが理由で独立して地元運営会社の経営による「いち家」（現在閉店済み）に転換しているが、2009年6月に再進出。また、ZOZOマリンスタジアム、平和島競艇場内にも店舗が存在する。2020年10月現在、これらの未出店地域の出店および撤退した地域の再出店予定は全くの白紙である。
漫画『キン肉マン』に登場する牛丼には、なか卯がモデルとなっているものがある。作者ゆでたまごによれば大阪・住之江にあった店を参考としており、漫画内の店頭看板やメニューにて「牛丼・うどん」と描かれている点などからも、なか卯と判別できるとしている。
店内で流れる「なか卯」オリジナル曲は、小西めぐみの歌唱による「なか卯って」である。
ゼンショー系の中でもキャッシュレス決済に長らく対応していなかったが、自動券売機を改修し、2020年4月からはQRコード決済が、7月8日からは各種クレジットカード・電子マネー決済が使えるようになった。

## 沿革
- 1966年（昭和41年）2月4日[1] - 玉堀建物株式会社として設立[2]。
- 1969年（昭和44年）
  - 6月 - 株式会社なか卯に社名変更するとともに営業の目的を飲食業に変更[6]。
  - 10月 - 大阪府茨木市に第1号店「なか卯茨木店」（手作りうどん店）を出店[6]。阪急茨木市駅前のビルであるソシオの地下1Fにて営業していた。きざみねぎや天かすが入れ放題だった。また、価格も他の店舗より安く設定されていた。[要出典]
- 1974年（昭和49年）4月 - 初の牛丼店[要出典]「なか卯梅田店」を大阪市梅田地下街に出店[6]。
- 1988年（昭和63年）8月 - モスフードサービスと資本業務提携[6]。
- 1989年（平成元年）
  - 1月 - 関東地方第一号店「なか卯亀戸店」を東京都江東区に出店[6]。
- 1999年（平成11年）12月20日 - 株式を店頭登録市場（後のJASDAQ）に店頭公開[1]。
- 2001年8月 - 牛丼チェーン各社の値下げ競争に追随し、牛丼（並）400円から280円に値下げ[7]（2004年2月まで）。
- 2002年（平成14年）10月 - ニチメン（現・双日）による株式公開買付（TOB）が実施され、同社の子会社となる[6]。
- 2003年（平成15年）10月 - ニチメンと日商岩井の経営統合によるニチメン・日商岩井ホールディングス（現・双日）の設立に伴い、同社の子会社となる。
- 2004年（平成16年）2月2日 - 牛丼の販売を停止。主要チェーンでは最も早い販売停止[8]。
- 2005年（平成17年）
  - 2月26日 - 双日が保有する当社株式（51%）のうち、33%を同業のすき家を運営するゼンショーに売却。[要出典]
  - 5月31日 - 第1号店「なか卯茨木店」を閉店[要出典]
  - 8月5日 - ゼンショーが株式公開買付（TOB）を実施。発行済株式の60.05%を保有することになり、当社を連結子会社化。[要出典]
- 2008年7月31日 - この日を以ってジェフグルメカードによる支払いを終了。[要出典]
- 2010年（平成22年）
  - 3月24日 - ゼンショーが株式交換により当社を完全子会社化。[要出典]
  - 5月12日 - 午前10時に牛丼の販売を終了し、「和風牛丼」の販売を開始。[要出典]
  - 8月 - 本社を東京都港区に移転[6]。
- 2014年（平成26年）2月12日 - 牛丼の販売を終了。それに代わるメニューとして「牛すき丼」の販売を開始[9]。
- 2015年（平成27年）
  - 3月11日 - 約1年ぶりに和風牛丼の販売を再開[10]。
  - 3月19日 - 牛すき丼の販売を終了[11]。
- 2020年（令和2年）
  - 4月 - QRコード決済対応開始。[要出典]
  - 7月8日 - クレジットカード・電子マネー決済対応開始[5]。
  - 11月28日 - ローストビーフ丼の販売を開始。[要出典]

- 2023年（令和5年）4月20日 - 牛すき丼の販売を開始。[要出典]
- 2024年（令和6年）4月22日 - 楽天ペイメントと提携して、楽天ポイントカードを導入[注 2][12]。

## 食材
2004年（平成16年）2月2日、アメリカ合衆国で牛海綿状脳症（BSE）が発生し、アメリカ産牛肉の輸入が禁止されたことにより在庫が無くなったため、主要チェーンでは最も早く牛丼の販売を停止した。
2006年（平成18年）6月頃、アメリカ産牛肉の輸入再開が見込まれた時期より、多くの牛丼チェーンが米国産の早期の使用再開を表明した。しかし、親会社のゼンショーは「わが社の基準で安全性が確認されない限り米国産牛肉には戻せない」とのコメントを出しており、同様の方針を掲げるグループ内のすき家と共に、他牛丼チェーンと姿勢を大きく異にしている。

## なか卯のお子様メニュー
2023年、なか卯初のお子様セットとして「なか卯のお子様メニュー」が登場している。第一弾商品として、『冒険大陸 アニアキングダム』のお子様セットが発売されている。その後は『シンカリオン チェンジ ザ ワールド』が、すき家に代わり担当している。

## 店舗例

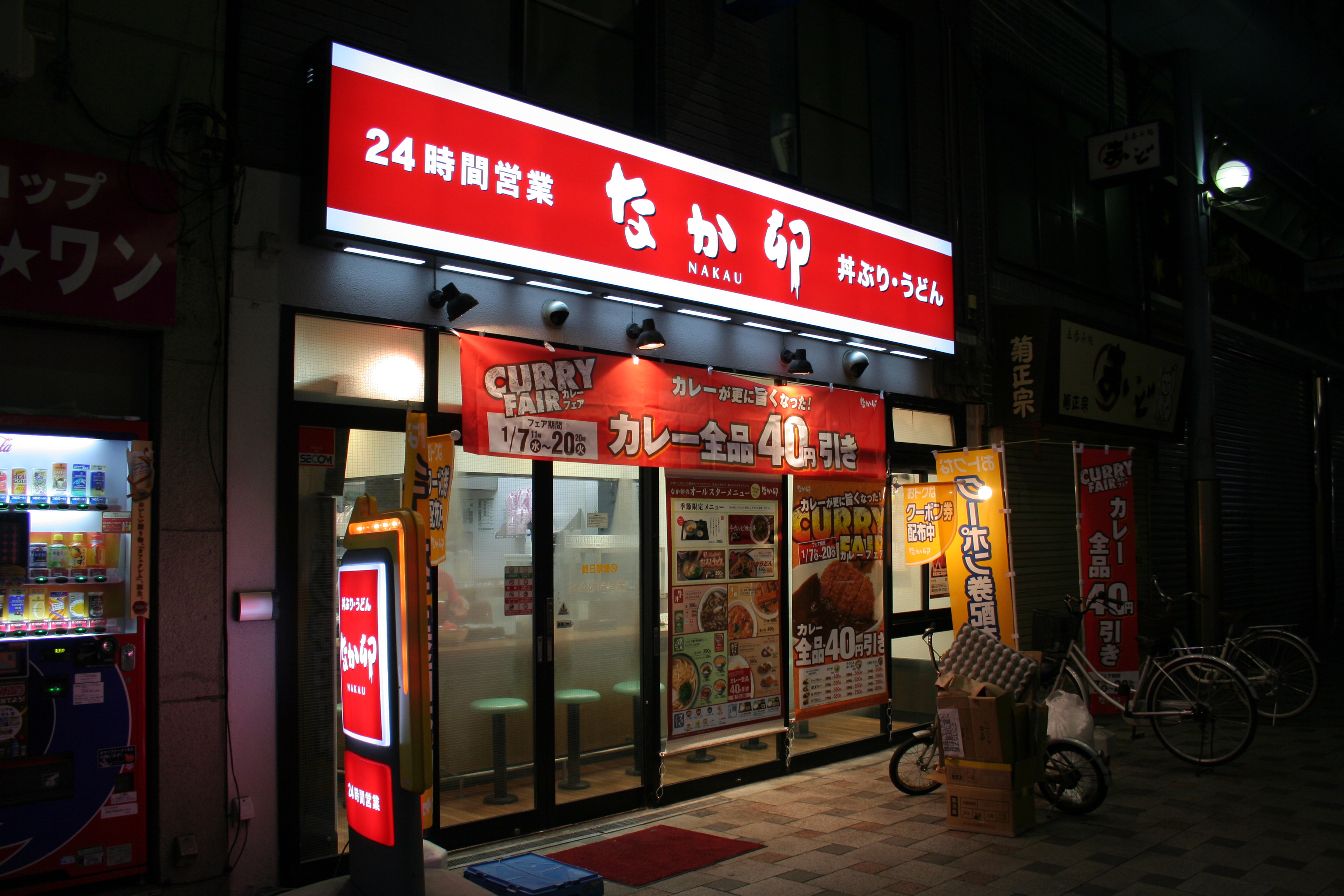
夜間の店舗の様子（姫路駅前店）
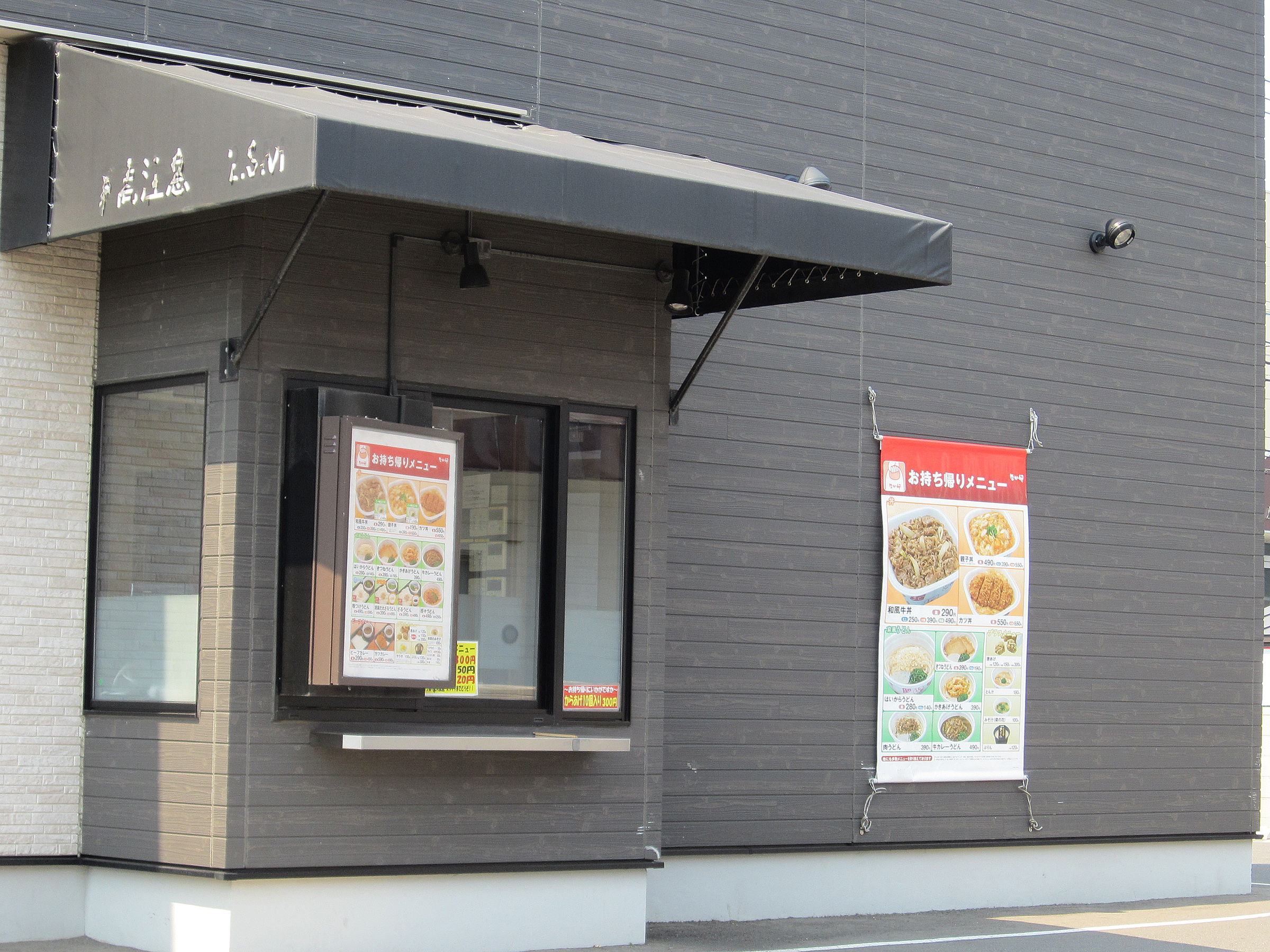
ドライブスルー（札幌市南郷通店）
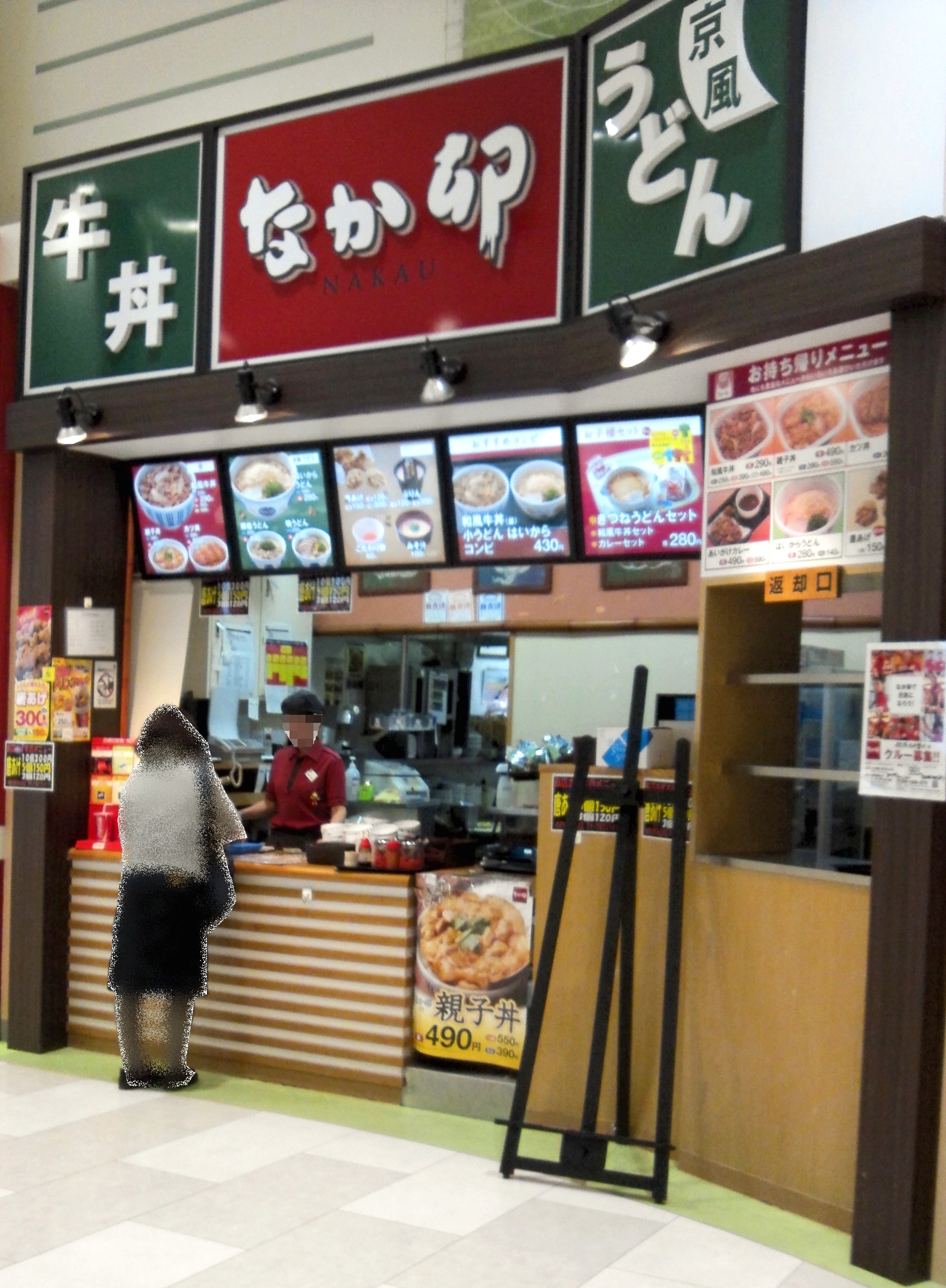
フードコート（イオンモール木曽川店・閉店）